# Tournoi masculin de hockey sur glace aux Jeux olympiques d'hiver de 2022
Navigation
Pyeongchang 2018 Milan-Cortina 2026
Le tournoi de hockey sur glace masculin aux Jeux olympiques de Pékin a lieu du 9 au 20 février 2022.
La Finlande remporte pour la première fois de son histoire une médaille d'or olympique tandis que la Slovaquie remporte sa toute première médaille olympique, toutes places confondues .

## Qualifications
La qualification pour le tournoi masculin de hockey sur glace est déterminée par le classement IIHF établi à l'issue du championnat du monde 2019. La Chine, pays hôte, et les huit premiers du classement mondial obtiennent directement une place pour le tournoi. Les autres équipes ont pu remporter l'une des trois places restantes par l'intermédiaire de tournois qualificatifs, du 7 novembre 2019 au 29 août 2021.

## Tournoi olympique

### Tour préliminaire
Les équipes suivantes sont qualifiées pour le tournoi olympique :
| Groupe A   | Groupe B   | Groupe C    |
| ---------- | ---------- | ----------- |
| États-Unis | ROC        | Suède       |
| Chine H    | Suisse     | Lettonie Q  |
| Canada     | Tchéquie   | Finlande    |
| Allemagne  | Danemark Q | Slovaquie Q |

H : pays hôte   -  Q : pays qualifiés par tournoi

Les douze équipes sont réparties en trois groupes de quatre équipes chacun. Les quatre meilleures nations du classement (soit les vainqueurs de chaque groupe, ainsi que le deuxième mieux classé des trois groupes) sont sélectionnées pour les quarts de finale. Les autres équipes jouent leur qualification selon un système de séries éliminatoires.

#### Groupe A

##### Matchs
| 10 février | États-Unis | 8-0 (1-0, 3-0, 4-0) | Chine | Palais national omnisports 947 spectateurs |

| Feuille de match | Feuille de match | Feuille de match                | Feuille de match | Feuille de match                                                                                |
| ---------------- | --- | ------------------------------- | ---------------- | ----------------------------------------------------------------------------------------------- |
|                  | Brisson (Knies) — 10 min 38 s (SN) Cates (Farrell, Meyers) — 25 min 32 s O'Neill (Miele, Faber) — 31 min 13 s Farrell (Abruzzese) — 38 min 7 s Farrell (Kampfer, Meyers) — 41 min 6 s Meyers (Farrell) — 50 min 19 s Beniers (Abruzzese, Cooper) — 52 min Farrell (Abdelkader, Helleson) — 58 min 27 s (SN) | 1-0 2-0 3-0 4-0 5-0 6-0 7-0 8-0 | -                | Arbitrage : Mikko Kaukokari Michael Tscherrig Juges de lignes : Lauri Nikulainen Dmitri Shishlo |
| Drew Commesso    | Gardiens | Jeremy Smith                    |                  | Arbitrage : Mikko Kaukokari Michael Tscherrig Juges de lignes : Lauri Nikulainen Dmitri Shishlo |
| 10 min           | Pénalités | 10 min                          |                  | Arbitrage : Mikko Kaukokari Michael Tscherrig Juges de lignes : Lauri Nikulainen Dmitri Shishlo |
| 55               | Tirs | 29                              |                  | Arbitrage : Mikko Kaukokari Michael Tscherrig Juges de lignes : Lauri Nikulainen Dmitri Shishlo |

| 10 février | Canada | 5-1 (3-0, 1-1, 1-0) | Allemagne | Centre sportif de Wukesong 685 spectateurs |

| Feuille de match | Feuille de match | Feuille de match        | Feuille de match                   | Feuille de match                                                                      |
| ---------------- | --- | ----------------------- | ---------------------------------- | ------------------------------------------------------------------------------------- |
|                  | Grant (Johnson, Street) — 4 min 43 s Street (O'Dell, Johnson) — 9 min 47 s Winnik (Cracknell, Desharnais) — 10 min 19 s - Noreau (O'Dell, Staal) — 32 min 58 s (SN) Weal (Tambellini, Knight) — 51 min 22 s | 1-0 2-0 3-0 3-1 4-1 5-1 | - Rieder (Pföderl) — 30 min 45 s - | Arbitrage : Tobias Bjork Andrew Bruggeman Juges de lignes : Daniel Hynek Gleb Lazarev |
| Edward Pasquale  | Gardiens | Mathias Niederberger    |                                    | Arbitrage : Tobias Bjork Andrew Bruggeman Juges de lignes : Daniel Hynek Gleb Lazarev |
| 8 min            | Pénalités | 4 min                   |                                    | Arbitrage : Tobias Bjork Andrew Bruggeman Juges de lignes : Daniel Hynek Gleb Lazarev |
| 27               | Tirs | 24                      |                                    | Arbitrage : Tobias Bjork Andrew Bruggeman Juges de lignes : Daniel Hynek Gleb Lazarev |

| 12 février | Canada | 2-4 (1-2, 1-1, 0-1) | États-Unis | Palais national omnisports 948 spectateurs |

| Feuille de match | Feuille de match                                                         | Feuille de match        | Feuille de match | Feuille de match                                                                     |
| ---------------- | ------------------------------------------------------------------------ | ----------------------- | --- | ------------------------------------------------------------------------------------ |
|                  | Robinson (Ho-Sang, Staal) — 1 min 24 s - Knight (Winnik) — 34 min 13 s - | 1-0 1-1 1-2 1-3 2-3 2-4 | - Miele (O'Neill, Kampfer) — 2 min 34 s Meyers (Farrell, Sanderson) — 18 min 44 s Brisson (Shore) — 22 min 37 s - Agostino (Miele) — 46 min 13 s | Arbitrage : Andris Ansons Tobias Bjork Juges de lignes : Daniel Hynek Dustin McCrank |
| Edward Pasquale  | Gardiens                                                                 | Strauss Mann            | | Arbitrage : Andris Ansons Tobias Bjork Juges de lignes : Daniel Hynek Dustin McCrank |
| 4 min            | Pénalités                                                                | 6 min                   | | Arbitrage : Andris Ansons Tobias Bjork Juges de lignes : Daniel Hynek Dustin McCrank |
| 37               | Tirs                                                                     | 27                      | | Arbitrage : Andris Ansons Tobias Bjork Juges de lignes : Daniel Hynek Dustin McCrank |

| 12 février | Allemagne | 3-2 (2-0, 1-1, 0-1) | Chine | Palais national omnisports 804 spectateurs |

| Feuille de match     | Feuille de match                                                                           | Feuille de match    | Feuille de match              | Feuille de match                                                                        |
| -------------------- | ------------------------------------------------------------------------------------------ | ------------------- | ----------------------------- | --------------------------------------------------------------------------------------- |
|                      | Brandt — 13 min 33 s Holzer (Kahun) — 16 min 24 s Kahun (M.Müller, Rieder) — 24 min 41 s - | 1-0 2-0 3-0 3-1 3-2 | - — 39 min 14 s — 49 min (SN) | Arbitrage : Stephen Reneau Maxim Sidorenko Juges de lignes : Brian Oliver Jiri Ondracek |
| Mathias Niederberger | Gardiens                                                                                   | Jeremy Smith        |                               | Arbitrage : Stephen Reneau Maxim Sidorenko Juges de lignes : Brian Oliver Jiri Ondracek |
| 12 min               | Pénalités                                                                                  | 6 min               |                               | Arbitrage : Stephen Reneau Maxim Sidorenko Juges de lignes : Brian Oliver Jiri Ondracek |
| 38                   | Tirs                                                                                       | 16                  |                               | Arbitrage : Stephen Reneau Maxim Sidorenko Juges de lignes : Brian Oliver Jiri Ondracek |

| 13 février | Chine | 0-5 (0-3, 0-1, 0-1) | Canada | Palais national omnisports 904 spectateurs |

| Feuille de match | Feuille de match | Feuille de match    | Feuille de match | Feuille de match                                                                       |
| ---------------- | ---------------- | ------------------- | --- | -------------------------------------------------------------------------------------- |
|                  | -                | 0-1 0-2 0-3 0-4 0-5 | Street (Johnson, O'Dell) — 2 min 9 s Tambellini (Grant, Wotherspoon) — 6 min 44 s O'Dell (Ho-Sang, Wotherspoon) — 10 min 6 s Johnson (Demers, Weal) — 38 min 3 s Knight (Power, Ho-Sang) — 46 min 23 s (SN) | Arbitrage : Andris Ansons Andrew Bruggeman Juges de lignes : Daniel Hynek Gleb Lazarev |
| Paris O’Brien    | Gardiens         | Matt Tomkins        | | Arbitrage : Andris Ansons Andrew Bruggeman Juges de lignes : Daniel Hynek Gleb Lazarev |
| 10 min           | Pénalités        | 10 min              | | Arbitrage : Andris Ansons Andrew Bruggeman Juges de lignes : Daniel Hynek Gleb Lazarev |
| 26               | Tirs             | 44                  | | Arbitrage : Andris Ansons Andrew Bruggeman Juges de lignes : Daniel Hynek Gleb Lazarev |

| 13 février | États-Unis | 3-2 (1-1, 1-0, 1-1) | Allemagne | Centre sportif de Wukesong 708 spectateurs |

| Feuille de match | Feuille de match                                                                                         | Feuille de match     | Feuille de match                                              | Feuille de match                                                                             |
| ---------------- | --- | -------------------- | ------------------------------------------------------------- | -------------------------------------------------------------------------------------------- |
|                  | - Kampfer (Miele, O'Neill) — 4 min 26 s (SN) Knies (Abruzzese, Ness) — 24 min 50 s Smith — 42 min 47 s - | 0-1 1-1 2-1 3-1 3-2  | Hager (Plachta, Kahun) — 2 min (SN) - Kühnhackl — 57 min 31 s | Arbitrage : Ievgueni Romasko Maxim Sidorenko Juges de lignes : David Obwegeser Jiri Ondracek |
| Drew Commesso    | Gardiens                                                                                                 | Danny aus den Birken |                                                               | Arbitrage : Ievgueni Romasko Maxim Sidorenko Juges de lignes : David Obwegeser Jiri Ondracek |
| 12 min           | Pénalités                                                                                                | 10 min               |                                                               | Arbitrage : Ievgueni Romasko Maxim Sidorenko Juges de lignes : David Obwegeser Jiri Ondracek |
| 32               | Tirs | 26                   |                                                               | Arbitrage : Ievgueni Romasko Maxim Sidorenko Juges de lignes : David Obwegeser Jiri Ondracek |

##### Classement
| Clt   | Équipe     | PJ | V | VP | VF | D | DP | DF | BP | BC | Diff | Pts |
| ----- | ---------- | -- | - | -- | -- | - | -- | -- | -- | -- | ---- | --- |
| +001, | États-Unis | 3  | 3 | 0  | 0  | 0 | 0  | 0  | 15 | 4  | +11  | 9   |
| +002, | Canada     | 3  | 2 | 0  | 0  | 1 | 0  | 0  | 12 | 5  | +7   | 6   |
| +003, | Allemagne  | 3  | 1 | 0  | 0  | 2 | 0  | 0  | 6  | 10 | -4   | 3   |
| +004, | Chine      | 3  | 0 | 0  | 0  | 3 | 0  | 0  | 2  | 16 | -14  | 0   |

- Quarts de finale
- Tour qualificatif

#### Groupe B

##### Matchs
| 9 février | ROC | 1-0 (1-0, 0-0, 0-0) | Suisse | Palais national omnisports 934 spectateurs |

| Feuille de match | Feuille de match                   | Feuille de match | Feuille de match | Feuille de match                                                                        |
| ---------------- | ---------------------------------- | ---------------- | ---------------- | --------------------------------------------------------------------------------------- |
|                  | Slepychev (Semionov) — 19 min 57 s | 1-0              | -                | Arbitrage : Andre Schrader Maxim Sidorenko Juges de lignes : Brian Oliver Jiri Ondracek |
| Ivan Fedotov     | Gardiens                           | Reto Berra       |                  | Arbitrage : Andre Schrader Maxim Sidorenko Juges de lignes : Brian Oliver Jiri Ondracek |
| 14 min           | Pénalités                          | 10 min           |                  | Arbitrage : Andre Schrader Maxim Sidorenko Juges de lignes : Brian Oliver Jiri Ondracek |
| 30               | Tirs                               | 33               |                  | Arbitrage : Andre Schrader Maxim Sidorenko Juges de lignes : Brian Oliver Jiri Ondracek |

| 9 février | Tchéquie | 1-2 (0-2, 1-0, 0-0) | Danemark | Palais national omnisports 891 spectateurs |

| Feuille de match | Feuille de match                 | Feuille de match | Feuille de match                                   | Feuille de match                                                                               |
| ---------------- | -------------------------------- | ---------------- | -------------------------------------------------- | ---------------------------------------------------------------------------------------------- |
|                  | - Červenka (Kovář) — 23 min 45 s | 0-1 0-2 1-2      | O. Lauridsen — 11 min 21 s Nielsen — 17 min 23 s - | Arbitrage : Olivier Gouin Michael Tscherrig Juges de lignes : Ludvig Lundgren Lauri Nikulainen |
| Šimon Hrubec     | Gardiens                         | Sebastian Dahm   |                                                    | Arbitrage : Olivier Gouin Michael Tscherrig Juges de lignes : Ludvig Lundgren Lauri Nikulainen |
| 2 min            | Pénalités                        | 6 min            |                                                    | Arbitrage : Olivier Gouin Michael Tscherrig Juges de lignes : Ludvig Lundgren Lauri Nikulainen |
| 40               | Tirs                             | 17               |                                                    | Arbitrage : Olivier Gouin Michael Tscherrig Juges de lignes : Ludvig Lundgren Lauri Nikulainen |

| 11 février | Danemark | 0-2 (0-0, 0-1, 0-1) | ROC | Palais national omnisports 907 spectateurs |

| Feuille de match | Feuille de match | Feuille de match | Feuille de match                                                            | Feuille de match                                                                                 |
| ---------------- | ---------------- | ---------------- | --------------------------------------------------------------------------- | ------------------------------------------------------------------------------------------------ |
|                  | -                | 0-1 0-2          | Karnaoukhov (Slepychev, Voronkov) — 28 min 18 s Semionov — 59 min 54 s (CV) | Arbitrage : Michael Campbell Martin Frano Juges de lignes : William Hancock II Andreas Malmqvist |
| Frederik Dichow  | Gardiens         | Ivan Fedotov     |                                                                             | Arbitrage : Michael Campbell Martin Frano Juges de lignes : William Hancock II Andreas Malmqvist |
| 10 min           | Pénalités        | 2 min            |                                                                             | Arbitrage : Michael Campbell Martin Frano Juges de lignes : William Hancock II Andreas Malmqvist |
| 16               | Tirs             | 33               |                                                                             | Arbitrage : Michael Campbell Martin Frano Juges de lignes : William Hancock II Andreas Malmqvist |

| 11 février | Tchéquie | 2-1 (TB) (1-1, 0-0, 0-0, 0-0, 1-0) | Suisse | Palais national omnisports 834 spectateurs |

| Feuille de match | Feuille de match                                               | Feuille de match | Feuille de match                  | Feuille de match                                                                         |
| ---------------- | -------------------------------------------------------------- | ---------------- | --------------------------------- | ---------------------------------------------------------------------------------------- |
|                  | Smejkal (Klok, H. Zohorna) — 4 min 33 s - Krejčí — 65 min (TB) | 1-0 1-1 2-1      | - Haas (Andrighetto) — 8 min 34 s | Arbitrage : Andris Ansons Andrew Bruggeman Juges de lignes : Gleb Lazarev Dustin McCrank |
| Simon Hrubec     | Gardiens                                                       | Leonardo Genoni  |                                   | Arbitrage : Andris Ansons Andrew Bruggeman Juges de lignes : Gleb Lazarev Dustin McCrank |
| 10 min           | Pénalités                                                      | 4 min            |                                   | Arbitrage : Andris Ansons Andrew Bruggeman Juges de lignes : Gleb Lazarev Dustin McCrank |
| 36               | Tirs                                                           | 25               |                                   | Arbitrage : Andris Ansons Andrew Bruggeman Juges de lignes : Gleb Lazarev Dustin McCrank |

| 12 février | ROC | 5-6 (pr) (1-1, 1-2, 3-2, 0-1) | Tchéquie | Palais national omnisports 921 spectateurs |

| Feuille de match | Feuille de match | Feuille de match                            | Feuille de match | Feuille de match                                                                           |
| ---------------- | --- | ------------------------------------------- | --- | ------------------------------------------------------------------------------------------ |
|                  | Tkatchiov (Goussev, Nesterov) — 4 min 51 s - Nesterov (Goussev, Plotnikov) — 32 min 19 s (SN) - Semionov (Plotnikov, Andronov) — 43 min 50 s Gritsiouk (Goussev, Tkatchiov) — 46 min 43 s Tchibissov (Voïnov, Chipatchiov) — 48 min 22 s - | 1-0 1-1 2-1 2-2 2-3 2-4 3-4 4-4 5-4 5-5 5-6 | - Kundrátek (Červenka, Stránský) — 12 min 37 s (SN) - Krejčí (Červenka, Kundrátek) — 38 min 41 s (SN) Špaček (Šulák, Sobotka) — 38 min 41 s (SN) Klok (T. Zohorna, H. Zohorna) — 43 min 14 s - Hyka (Sedlák, Krejčí) — 48 min 57 s Šulák (Krejčí) — 64 min 29 s (SN) | Arbitrage : Mikko Kaukokari Mikael Nord Juges de lignes : Ludvig Lundgren Lauri Nikulainen |
| Ivan Fedotov     | Gardiens | Šimon Hrubec                                | | Arbitrage : Mikko Kaukokari Mikael Nord Juges de lignes : Ludvig Lundgren Lauri Nikulainen |
| 33 min           | Pénalités | 10 min                                      | | Arbitrage : Mikko Kaukokari Mikael Nord Juges de lignes : Ludvig Lundgren Lauri Nikulainen |
| 29               | Tirs | 41                                          | | Arbitrage : Mikko Kaukokari Mikael Nord Juges de lignes : Ludvig Lundgren Lauri Nikulainen |

| 12 février | Suisse | 3-5 (1-0, 0-3, 2-2) | Danemark | Palais national omnisports 620 spectateurs |

| Feuille de match | Feuille de match | Feuille de match                | Feuille de match | Feuille de match                                                                               |
| ---------------- | --- | ------------------------------- | --- | ---------------------------------------------------------------------------------------------- |
|                  | Corvi (Weber, Thürkauf) — 15 min 59 s - Loeffel (Untersander, Corvi) — 44 min 53 s (SN) Herzog (Corvi, Untersander) — 57 min 37 s - | 1-0 1-1 1-2 1-3 1-4 2-4 3-4 3-5 | - Regin (Storm, N. Jensen) — 20 min 46 s (SN) Storm (NB. Jensen, Russell) — 21 min 7 s Bødker (Russell, Lauridsen) — 33 min 12 s Meyer (NB. Jensen, Jakobsen) — 41 min 55 s - Storm (Russell) — 59 min 1 s (CV) | Arbitrage : Roman Gofman Kristian Vikman Juges de lignes : Andreas Malmqvist Nikita Chalaguine |
| Reto Berra       | Gardiens | Sebastian Dahm                  | | Arbitrage : Roman Gofman Kristian Vikman Juges de lignes : Andreas Malmqvist Nikita Chalaguine |
| 14 min           | Pénalités | 6 min                           | | Arbitrage : Roman Gofman Kristian Vikman Juges de lignes : Andreas Malmqvist Nikita Chalaguine |
| 31               | Tirs | 30                              | | Arbitrage : Roman Gofman Kristian Vikman Juges de lignes : Andreas Malmqvist Nikita Chalaguine |

##### Classement
| Clt   | Équipe   | PJ | V | VP | VF | D | DP | DF | BP | BC | Diff | Pts |
| ----- | -------- | -- | - | -- | -- | - | -- | -- | -- | -- | ---- | --- |
| +001, | ROC      | 3  | 2 | 0  | 0  | 0 | 1  | 0  | 8  | 6  | +2   | 7   |
| +002, | Danemark | 3  | 2 | 0  | 0  | 1 | 0  | 0  | 7  | 6  | +1   | 6   |
| +003, | Tchéquie | 3  | 0 | 1  | 1  | 1 | 0  | 0  | 9  | 8  | +1   | 4   |
| +004, | Suisse   | 3  | 0 | 0  | 0  | 2 | 0  | 1  | 4  | 8  | -4   | 1   |

- Quarts de finale
- Tour qualificatif

#### Groupe C

##### Matchs
| 10 février | Suède | 3-2 (1-0, 2-1, 0-1) | Lettonie | Palais national omnisports 873 spectateurs |

| Feuille de match | Feuille de match | Feuille de match    | Feuille de match                                                                               | Feuille de match                                                                                |
| ---------------- | --- | ------------------- | ---------------------------------------------------------------------------------------------- | ----------------------------------------------------------------------------------------------- |
|                  | Wallmark (Holmberg, Olofsson) — 9 min 42 s Lander (Bromé, Klingberg) — 20 min 30 s Wallmark (Tömmernes, Pudas) — 33 min 39 s - | 1-0 2-0 3-0 3-1 3-2 | - Krastenbergs (Balinskis, Darzins) — 36 min 7 s Jelisejevs (Darzins, Balinskis) — 46 min 48 s | Arbitrage : Martin Frano Kristian Vikman Juges de lignes : William Hancock II Nikita Chalaguine |
| Lars Johansson   | Gardiens | Ivars Punnenovs     |                                                                                                | Arbitrage : Martin Frano Kristian Vikman Juges de lignes : William Hancock II Nikita Chalaguine |
| 8 min            | Pénalités | 10 min              |                                                                                                | Arbitrage : Martin Frano Kristian Vikman Juges de lignes : William Hancock II Nikita Chalaguine |
| 26               | Tirs | 17                  |                                                                                                | Arbitrage : Martin Frano Kristian Vikman Juges de lignes : William Hancock II Nikita Chalaguine |

| 10 février | Finlande | 6-2 (3-1, 1-1, 2-0) | Slovaquie | Palais national omnisports 929 spectateurs |

| Feuille de match | Feuille de match | Feuille de match                | Feuille de match                                                                 | Feuille de match                                                                           |
| ---------------- | --- | ------------------------------- | -------------------------------------------------------------------------------- | ------------------------------------------------------------------------------------------ |
|                  | - Manninen (Hartikainen, Pokka) — 10 min 17 s Pesonen (Aaltonen, Filppula) — 14 min 22 s (SN) Aaltonen (Nättinen) — 18 min 20 s Manninen (Granlund, Lehtonen) — 29 min 28 s - Manninen (Hartikainen) — 40 min 16 s Aaltonen (Ojamäki, Vatanen) — 54 min 57 s (SN) | 0-1 1-1 2-1 3-1 4-1 4-2 5-2 6-2 | Slafkovský (Roman) — 5 min 33 s - Slafkovský (Čerešňák, Regenda) — 31 min 49 s - | Arbitrage : Stephen Reneau Ievgueni Romasko Juges de lignes : David Obwegeser Brian Oliver |
| Harri Säteri     | Gardiens | Branislav Konrád                |                                                                                  | Arbitrage : Stephen Reneau Ievgueni Romasko Juges de lignes : David Obwegeser Brian Oliver |
| 10 min           | Pénalités | 6 min                           |                                                                                  | Arbitrage : Stephen Reneau Ievgueni Romasko Juges de lignes : David Obwegeser Brian Oliver |
| 30               | Tirs | 33                              |                                                                                  | Arbitrage : Stephen Reneau Ievgueni Romasko Juges de lignes : David Obwegeser Brian Oliver |

| 11 février | Suède | 4-1 (3-0, 0-0, 1-1) | Slovaquie | Centre sportif de Wukesong 653 spectateurs |

| Feuille de match | Feuille de match | Feuille de match         | Feuille de match                   | Feuille de match                                                                           |
| ---------------- | --- | ------------------------ | ---------------------------------- | ------------------------------------------------------------------------------------------ |
|                  | Nordström (Bengtsson, Friberg) — 11 min 22 s Wallmark (Pudas, Tömmernes) — 18 min 10 s (SN) Friberg (Holm, Nordström) — 19 min 55 s Klingberg (Lander, Bromé) — 57 min 44 s (CV) - | 1-0 2-0 3-0 4-0 4-1      | - Slafkovský (Nemec) — 58 min 18 s | Arbitrage : Ievgueni Romasko Andre Schrader Juges de lignes : David Obwegeser Brian Oliver |
| Magnus Hellberg  | Gardiens | Patrik Rybár Matej Tomek |                                    | Arbitrage : Ievgueni Romasko Andre Schrader Juges de lignes : David Obwegeser Brian Oliver |
| 12 min           | Pénalités | 12 min                   |                                    | Arbitrage : Ievgueni Romasko Andre Schrader Juges de lignes : David Obwegeser Brian Oliver |
| 29               | Tirs | 41                       |                                    | Arbitrage : Ievgueni Romasko Andre Schrader Juges de lignes : David Obwegeser Brian Oliver |

| 11 février | Lettonie | 1-3 (0-0, 0-1, 1-2) | Finlande | Palais national omnisports 904 spectateurs |

| Feuille de match | Feuille de match                                     | Feuille de match | Feuille de match | Feuille de match                                                                       |
| ---------------- | ---------------------------------------------------- | ---------------- | --- | -------------------------------------------------------------------------------------- |
|                  | - Abols (Krastenbergs, Smirnovs) — 43 min 1 s (SN) - | 0-1 1-1 1-2 1-3  | Kemiläinen (Lehtonen, Nättinen) — 37 min 59 s - Komarov (Hietanen, Ohtamaa) — 54 min 42 s Anttila (Mäenalanen, Lindbohm) — 58 min 43 s | Arbitrage : Olivier Gouin Mikael Nord Juges de lignes : Ludvig Lundgren Dmitri Shishlo |
| Janis Kalnins    | Gardiens                                             | Harri Säteri     | | Arbitrage : Olivier Gouin Mikael Nord Juges de lignes : Ludvig Lundgren Dmitri Shishlo |
| 6 min            | Pénalités                                            | 4 min            | | Arbitrage : Olivier Gouin Mikael Nord Juges de lignes : Ludvig Lundgren Dmitri Shishlo |
| 20               | Tirs                                                 | 38               | | Arbitrage : Olivier Gouin Mikael Nord Juges de lignes : Ludvig Lundgren Dmitri Shishlo |

| 13 février | Slovaquie | 5-2 (1-1, 2-0, 2-1) | Lettonie | Palais national omnisports 943 spectateurs |

| Feuille de match | Feuille de match | Feuille de match            | Feuille de match                                                                          | Feuille de match                                                                       |
| ---------------- | --- | --------------------------- | ----------------------------------------------------------------------------------------- | -------------------------------------------------------------------------------------- |
|                  | Marinčin (Jurčo, Hudáček) — 11 min - Cehlárik (Hrivík, Takáč) — 26 min 17 s Slafkovský — 31 min 16 s - Zuzin (Kelemen, Čerešňák) — 49 min 21 s Jurčo — 59 min 59 s (CV) | 1-0 1-1 2-1 3-1 3-2 4-2 5-2 | - Kenins (Abols, Krastenbergs) — 15 min 46 s - Indrasis (Meija, Cibulskis) — 42 min 7 s - | Arbitrage : Olivier Gouin Mikael Nord Juges de lignes : Ludvig Lundgren Dmitri Shishlo |
| Patrik Rybár     | Gardiens | Janis Kalnins               |                                                                                           | Arbitrage : Olivier Gouin Mikael Nord Juges de lignes : Ludvig Lundgren Dmitri Shishlo |
| 4 min            | Pénalités | 2 min                       |                                                                                           | Arbitrage : Olivier Gouin Mikael Nord Juges de lignes : Ludvig Lundgren Dmitri Shishlo |
| 33               | Tirs | 20                          |                                                                                           | Arbitrage : Olivier Gouin Mikael Nord Juges de lignes : Ludvig Lundgren Dmitri Shishlo |

| 13 février | Finlande | 4-3 (pr) (0-0, 0-3, 3-0, 1-0) | Suède | Palais national omnisports 963 spectateurs |

| Feuille de match | Feuille de match | Feuille de match            | Feuille de match | Feuille de match                                                                                 |
| ---------------- | --- | --------------------------- | --- | ------------------------------------------------------------------------------------------------ |
|                  | - Hartikainen (Manninen, Vatanen) — 45 min 34 s (SN) Pakarinen (Hartikainen, Manninen) — 55 min 30 s (SN) Pakarinen (Lehtonen, Hartikainen) — 57 min 11 s Pesonen — 62 min 1 s | 0-1 0-2 0-3 1-3 2-3 3-3 4-3 | Wallmark (Tömmernes, Pudas) — 24 min 24 s (SN) Bengtsson (Tömmernes, Bromé) — 28 min 39 s (SN) Lander (Pudas, Klingberg) — 31 min 36 s (SN) - | Arbitrage : Michael Campbell Roman Gofman Juges de lignes : William Hancock II Nikita Chalaguine |
| Jussi Olkinuora  | Gardiens | Magnus Hellberg             | | Arbitrage : Michael Campbell Roman Gofman Juges de lignes : William Hancock II Nikita Chalaguine |
| 37 min           | Pénalités | 8 min                       | | Arbitrage : Michael Campbell Roman Gofman Juges de lignes : William Hancock II Nikita Chalaguine |
| 27               | Tirs | 30                          | | Arbitrage : Michael Campbell Roman Gofman Juges de lignes : William Hancock II Nikita Chalaguine |

##### Classement
| Clt   | Équipe    | PJ | V | VP | VF | D | DP | DF | BP | BC | Diff | Pts |
| ----- | --------- | -- | - | -- | -- | - | -- | -- | -- | -- | ---- | --- |
| +001, | Finlande  | 3  | 2 | 1  | 0  | 0 | 0  | 0  | 13 | 6  | +7   | 8   |
| +002, | Suède     | 3  | 2 | 0  | 0  | 0 | 1  | 0  | 10 | 7  | +3   | 7   |
| +003, | Slovaquie | 3  | 1 | 0  | 0  | 2 | 0  | 0  | 8  | 12 | -4   | 3   |
| +004, | Lettonie  | 3  | 0 | 0  | 0  | 3 | 0  | 0  | 5  | 11 | -6   | 0   |

- Quarts de finale
- Tour qualificatif

### Phase finale et matchs de classement
À l'issue des matchs du tour préliminaire, les douze équipes sont classées selon des critères spécifiques. Ce classement est utilisé pour répartir les équipes pour les séries éliminatoires et calculer le classement final à l'issue des Jeux olympiques .
Les critères suivants sont utilisés dans l'ordre présenté ci-dessous :
- Classement dans le groupe préliminaire,
- Nombre de points,
- Meilleure différence de buts,
- Nombre de buts inscrits,
- Position dans le classement mondial IIHF.

Les quatre premières équipes sont directement qualifiées en quarts de finale. Les huit suivantes s'affrontent dans un tour qualificatif.
| Place provisoire | Équipe     | G | CG | PJ | Pts | Diff | BP | CM |
| ---------------- | ---------- | - | -- | -- | --- | ---- | -- | -- |
| 1                | États-Unis | A | 1  | 3  | 9   | +11  | 15 | 4  |
| 2                | Finlande   | C | 1  | 3  | 8   | +7   | 13 | 2  |
| 3                | ROC        | B | 1  | 3  | 7   | +2   | 8  | 3  |
| 4                | Suède      | C | 2  | 3  | 7   | +3   | 10 | 7  |
| 5                | Canada     | A | 2  | 3  | 6   | +7   | 12 | 1  |
| 6                | Danemark   | B | 2  | 3  | 6   | +1   | 7  | 12 |
| 7                | Tchéquie   | B | 3  | 3  | 4   | +1   | 9  | 6  |
| 8                | Slovaquie  | C | 3  | 3  | 3   | -4   | 8  | 9  |
| 9                | Allemagne  | A | 3  | 3  | 3   | -4   | 6  | 5  |
| 10               | Suisse     | B | 4  | 3  | 1   | -4   | 4  | 8  |
| 11               | Lettonie   | C | 4  | 3  | 0   | -6   | 5  | 10 |
| 12               | Chine      | A | 4  | 3  | 0   | -14  | 2  | 32 |

#### Tableau
|  | Tour qualificatif                      | Tour qualificatif                      |                                        |                                        | Quarts de finale                       | Quarts de finale                       |   |  | Demi-finales                           | Demi-finales                           |  |  | Finale                                 | Finale                                 |
|  | -------------------------------------- | -------------------------------------- | -------------------------------------- | -------------------------------------- | -------------------------------------- | -------------------------------------- | - |  | -------------------------------------- | -------------------------------------- |  |  | -------------------------------------- | -------------------------------------- |
|  |                                        |                                        |                                        |                                        |                                        |                                        |   |  |                                        |                                        |  |  |                                        |                                        |
|  |                                        |                                        |                                        |                                        | 16 février, Palais national omnisports | 16 février, Palais national omnisports |   |  | 18 février, Palais national omnisports | 18 février, Palais national omnisports |  |  | 20 février, Palais national omnisports | 20 février, Palais national omnisports |
|  |                                        |                                        |                                        |                                        | 16 février, Palais national omnisports | 16 février, Palais national omnisports |   |  | 18 février, Palais national omnisports | 18 février, Palais national omnisports |  |  | 20 février, Palais national omnisports | 20 février, Palais national omnisports |
|  |                                        |                                        |                                        |                                        | 16 février, Palais national omnisports | 16 février, Palais national omnisports |   |  | 18 février, Palais national omnisports | 18 février, Palais national omnisports |  |  | 20 février, Palais national omnisports | 20 février, Palais national omnisports |
|  |                                        |                                        |                                        |                                        | 16 février, Palais national omnisports | 16 février, Palais national omnisports |   |  | 18 février, Palais national omnisports | 18 février, Palais national omnisports |  |  | 20 février, Palais national omnisports | 20 février, Palais national omnisports |
|  |                                        |                                        |                                        |                                        | 16 février, Palais national omnisports | 16 février, Palais national omnisports |   |  | 18 février, Palais national omnisports | 18 février, Palais national omnisports |  |  | 20 février, Palais national omnisports | 20 février, Palais national omnisports |
|  |                                        | États-Unis                             | 2                                      |                                        |                                        |                                        |   |  | 18 février, Palais national omnisports | 18 février, Palais national omnisports |  |  | 20 février, Palais national omnisports | 20 février, Palais national omnisports |
|  | 15 février, Palais national omnisports | États-Unis                             | 2                                      |                                        |                                        |                                        |   |  | 18 février, Palais national omnisports | 18 février, Palais national omnisports |  |  | 20 février, Palais national omnisports | 20 février, Palais national omnisports |
|  |                                        | Slovaquie                              | 3 F                                    |                                        |                                        |                                        |   |  | 18 février, Palais national omnisports | 18 février, Palais national omnisports |  |  | 20 février, Palais national omnisports | 20 février, Palais national omnisports |
|  | Slovaquie                              | Slovaquie                              | 3 F                                    | 4                                      |                                        |                                        |   |  | 18 février, Palais national omnisports | 18 février, Palais national omnisports |  |  | 20 février, Palais national omnisports | 20 février, Palais national omnisports |
|  | Slovaquie                              | 16 février, Palais national omnisports |                                        | 4                                      |                                        |                                        |   |  | 18 février, Palais national omnisports | 18 février, Palais national omnisports |  |  | 20 février, Palais national omnisports | 20 février, Palais national omnisports |
|  | Allemagne                              | 0                                      |                                        |                                        |                                        |                                        |   |  | 18 février, Palais national omnisports | 18 février, Palais national omnisports |  |  | 20 février, Palais national omnisports | 20 février, Palais national omnisports |
|  | Allemagne                              | 0                                      |                                        | Finlande                               | 2                                      |                                        |   |  |                                        |                                        |  |  | 20 février, Palais national omnisports | 20 février, Palais national omnisports |
|  |                                        |                                        |                                        | Finlande                               | 2                                      |                                        |   |  |                                        |                                        |  |  | 20 février, Palais national omnisports | 20 février, Palais national omnisports |
|  |                                        |                                        | Slovaquie                              | 0                                      |                                        |                                        |   |  |                                        |                                        |  |  | 20 février, Palais national omnisports | 20 février, Palais national omnisports |
|  |                                        |                                        | Slovaquie                              | 0                                      |                                        |                                        |   |  |                                        |                                        |  |  | 20 février, Palais national omnisports | 20 février, Palais national omnisports |
|  | 18 février, Palais national omnisports |                                        |                                        |                                        |                                        |                                        |   |  |                                        |                                        |  |  | 20 février, Palais national omnisports | 20 février, Palais national omnisports |
|  |                                        |                                        |                                        |                                        |                                        |                                        |   |  |                                        |                                        |  |  | 20 février, Palais national omnisports | 20 février, Palais national omnisports |
|  |                                        | Finlande                               | 5                                      |                                        |                                        |                                        |   |  |                                        |                                        |  |  | 20 février, Palais national omnisports | 20 février, Palais national omnisports |
|  | 15 février, Palais national omnisports | Finlande                               | 5                                      |                                        |                                        |                                        |   |  |                                        |                                        |  |  | 20 février, Palais national omnisports | 20 février, Palais national omnisports |
|  |                                        | Suisse                                 | 1                                      |                                        |                                        |                                        |   |  |                                        |                                        |  |  | 20 février, Palais national omnisports | 20 février, Palais national omnisports |
|  | Tchéquie                               | Suisse                                 | 1                                      | 2                                      |                                        |                                        |   |  |                                        |                                        |  |  | 20 février, Palais national omnisports | 20 février, Palais national omnisports |
|  | Tchéquie                               | 16 février, Centre sportif de Wukesong |                                        | 2                                      |                                        |                                        |   |  |                                        |                                        |  |  | 20 février, Palais national omnisports | 20 février, Palais national omnisports |
|  | Suisse                                 | 4                                      |                                        |                                        |                                        |                                        |   |  |                                        |                                        |  |  | 20 février, Palais national omnisports | 20 février, Palais national omnisports |
|  | Suisse                                 | 4                                      |                                        | Finlande                               | 2                                      |                                        |   |  |                                        |                                        |  |  |                                        |                                        |
|  |                                        |                                        |                                        | Finlande                               | 2                                      |                                        |   |  |                                        |                                        |  |  |                                        |                                        |
|  |                                        | ROC                                    | 1                                      |                                        |                                        |                                        |   |  |                                        |                                        |  |  |                                        |                                        |
|  |                                        | ROC                                    | 1                                      |                                        |                                        |                                        |   |  |                                        |                                        |  |  |                                        |                                        |
|  |                                        |                                        |                                        |                                        |                                        |                                        |   |  |                                        |                                        |  |  |                                        |                                        |
|  |                                        |                                        |                                        |                                        |                                        |                                        |   |  |                                        |                                        |  |  |                                        |                                        |
|  | ROC                                    | 3                                      |                                        |                                        |                                        |                                        |   |  |                                        |                                        |  |  |                                        |                                        |
|  | ROC                                    | 3                                      | 15 février, Centre sportif de Wukesong |                                        |                                        |                                        |   |  |                                        |                                        |  |  |                                        |                                        |
|  |                                        | Danemark                               | 1                                      |                                        |                                        |                                        |   |  |                                        |                                        |  |  |                                        |                                        |
|  | Danemark                               | Danemark                               | 1                                      | 3                                      |                                        |                                        |   |  |                                        |                                        |  |  |                                        |                                        |
|  | Danemark                               | 16 février, Palais national omnisports |                                        | 3                                      |                                        |                                        |   |  |                                        |                                        |  |  |                                        |                                        |
|  | Lettonie                               | 2                                      |                                        |                                        |                                        |                                        |   |  |                                        |                                        |  |  |                                        |                                        |
|  | Lettonie                               | 2                                      |                                        | ROC                                    | 2 F                                    |                                        |   |  |                                        |                                        |  |  |                                        |                                        |
|  |                                        |                                        |                                        | ROC                                    | 2 F                                    |                                        |   |  |                                        |                                        |  |  |                                        |                                        |
|  |                                        | Suède                                  | 1                                      |                                        |                                        |                                        |   |  |                                        |                                        |  |  |                                        |                                        |
|  |                                        | Suède                                  | 1                                      |                                        |                                        |                                        |   |  |                                        |                                        |  |  |                                        |                                        |
|  |                                        |                                        |                                        |                                        |                                        |                                        |   |  |                                        |                                        |  |  |                                        |                                        |
|  |                                        |                                        | Match pour la 3eplace                  |                                        |                                        |                                        |   |  |                                        |                                        |  |  |                                        |                                        |
|  | Suède                                  | 2                                      |                                        |                                        |                                        |                                        |   |  |                                        |                                        |  |  |                                        |                                        |
|  | Suède                                  | 2                                      | 15 février, Palais national omnisports | 15 février, Palais national omnisports | 19 février, Palais national omnisports | 19 février, Palais national omnisports |   |  |                                        |                                        |  |  |                                        |                                        |
|  |                                        | Canada                                 | 15 février, Palais national omnisports | 15 février, Palais national omnisports | 19 février, Palais national omnisports | 19 février, Palais national omnisports | 0 |  |                                        |                                        |  |  |                                        |                                        |
|  | Canada                                 | Canada                                 | 7                                      | Suède                                  | 0                                      |                                        | 0 |  |                                        |                                        |  |  |                                        |                                        |
|  | Canada                                 |                                        |                                        |                                        | 0                                      |                                        |   |  |                                        |                                        |  |  |                                        |                                        |
|  | Chine                                  | 2                                      |                                        |                                        | Slovaquie                              | 4                                      |   |  |                                        |                                        |  |  |                                        |                                        |
|  | Chine                                  | 2                                      |                                        |                                        | Slovaquie                              | 4                                      |   |  |                                        |                                        |  |  |                                        |                                        |

#### Tour qualificatif
| 15 février | Slovaquie | 4-0 (1-0, 2-0, 1-0) | Allemagne | Palais national omnisports 926 spectateurs |

| Feuille de match | Feuille de match | Feuille de match     | Feuille de match | Feuille de match                                                                     |
| ---------------- | --- | -------------------- | ---------------- | ------------------------------------------------------------------------------------ |
|                  | Hudáček (Pospíšil, Gernát) — 11 min 5 s Cehlárik (Gernát, Hrivík) — 27 min 1 s Krištof (Kňažko, Čerešňák) — 28 min 45 s Hrivík (Cehlárik, Takáč) — 57 min 56 s (CV) | 1-0 2-0 3-0 4-0      | -                | Arbitrage : Tobias Bjork Mikael Nord Juges de lignes : Gleb Lazarev Lauri Nikulainen |
| Patrik Rybár     | Gardiens | Mathias Niederberger |                  | Arbitrage : Tobias Bjork Mikael Nord Juges de lignes : Gleb Lazarev Lauri Nikulainen |
| 8 min            | Pénalités | 33 min               |                  | Arbitrage : Tobias Bjork Mikael Nord Juges de lignes : Gleb Lazarev Lauri Nikulainen |
| 34               | Tirs | 21                   |                  | Arbitrage : Tobias Bjork Mikael Nord Juges de lignes : Gleb Lazarev Lauri Nikulainen |

| 15 février | Danemark | 3-2 (1-1, 1-1, 1-0) | Lettonie | Centre sportif de Wukesong 726 spectateurs |

| Feuille de match | Feuille de match | Feuille de match              | Feuille de match                                                                                         | Feuille de match                                                                            |
| ---------------- | --- | ----------------------------- | --- | ------------------------------------------------------------------------------------------- |
|                  | Poulsen (Jakobsen, Lassen) — 12 min 2 s - Jakobsen (Meyer) — 36 min 57 s M.Lauridsen (Bødker, Nielsen) — 41 min 45 s (SN) | 1-0 1-1 1-2 2-2 3-2           | - Darzins (Krastenbergs, Cibulskis) — 16 min 23 s Darzins (Balinskis, Krastenbergs) — 22 min 33 s (SN) - | Arbitrage : Andrew Bruggeman Andre Schrader Juges de lignes : Dustin McCrank Dmitri Shishlo |
| Sebastian Dahm   | Gardiens | Ivars Punnenovs Janis Kalnins | | Arbitrage : Andrew Bruggeman Andre Schrader Juges de lignes : Dustin McCrank Dmitri Shishlo |
| 8 min            | Pénalités | 8 min                         | | Arbitrage : Andrew Bruggeman Andre Schrader Juges de lignes : Dustin McCrank Dmitri Shishlo |
| 31               | Tirs | 27                            | | Arbitrage : Andrew Bruggeman Andre Schrader Juges de lignes : Dustin McCrank Dmitri Shishlo |

| 15 février | Tchéquie | 2-4 (1-2, 0-1, 1-1) | Suisse | Palais national omnisports 990 spectateurs |

| Feuille de match | Feuille de match                                                                 | Feuille de match        | Feuille de match | Feuille de match                                                                             |
| ---------------- | -------------------------------------------------------------------------------- | ----------------------- | --- | -------------------------------------------------------------------------------------------- |
|                  | Klok (Knot, Červenka) — 10 min 8 s - Červenka (Krejčí, Kovář) — 55 min 59 s (SN) | 1-0 1-1 1-2 1-3 1-4 2-4 | - Ambühl (Thürkauf, Corvi) — 14 min 59 s (SN) Mottet (Hollenstein, Diaz) — 15 min 12 s Malgin (Alatalo, Andrighetto) — 29 min 53 s (SN) Diaz (Andrighetto, Herzog) — 54 min 57 s - | Arbitrage : Roman Gofman Mikko Kaukokari Juges de lignes : Ludvig Lundgren Andreas Malmqvist |
| Šimon Hrubec     | Gardiens                                                                         | Leonardo Genoni         | | Arbitrage : Roman Gofman Mikko Kaukokari Juges de lignes : Ludvig Lundgren Andreas Malmqvist |
| 6 min            | Pénalités                                                                        | 4 min                   | | Arbitrage : Roman Gofman Mikko Kaukokari Juges de lignes : Ludvig Lundgren Andreas Malmqvist |
| 33               | Tirs                                                                             | 18                      | | Arbitrage : Roman Gofman Mikko Kaukokari Juges de lignes : Ludvig Lundgren Andreas Malmqvist |

| 15 février | Canada | 7-2 (2-1, 3-1, 2-0) | Chine | Palais national omnisports 994 spectateurs |

| Feuille de match | Feuille de match | Feuille de match                    | Feuille de match                                                           | Feuille de match                                                                              |
| ---------------- | --- | ----------------------------------- | -------------------------------------------------------------------------- | --------------------------------------------------------------------------------------------- |
|                  | Weal (Tambellini, Noreau) — 6 min 55 s (SN) Weal (Staal, Tambellini) — 9 min 55 s () - Tambellini (Noreau, Weal) — 26 min 36 s (SN) Tambellini — 28 min 39 s (TP) O'Dell (Demers, Johnson) — 32 min 5 s - Staal (McTavish, McBain) — 55 min 55 s McBain (Noreau, Tambellini) — 58 min 19 s (SN) | 1-0 2-0 2-1 3-1 4-1 5-1 5-2 6-2 7-2 | - Kane (Werek) — 15 min 32 s - Kane (Lockhart, Chelios) — 38 min 59 s () - | Arbitrage : Michael Tscherrig Kristian Vikman Juges de lignes : David Obwegeser Jiri Ondracek |
| Matt Tomkins     | Gardiens | Jeremy Smith Paris O’Brien          |                                                                            | Arbitrage : Michael Tscherrig Kristian Vikman Juges de lignes : David Obwegeser Jiri Ondracek |
| 15 min           | Pénalités | 18 min                              |                                                                            | Arbitrage : Michael Tscherrig Kristian Vikman Juges de lignes : David Obwegeser Jiri Ondracek |
| 45               | Tirs | 29                                  |                                                                            | Arbitrage : Michael Tscherrig Kristian Vikman Juges de lignes : David Obwegeser Jiri Ondracek |

#### Quarts de finale
| 16 février | États-Unis | 2-3 (TB) (1-1, 1-0, 0-1, 0-0, 0-1) | Slovaquie | Palais national omnisports 1 059 spectateurs |

| Feuille de match | Feuille de match                                                                       | Feuille de match    | Feuille de match                                                                                                | Feuille de match                                                                         |
| ---------------- | -------------------------------------------------------------------------------------- | ------------------- | --- | ---------------------------------------------------------------------------------------- |
|                  | - Abruzzese (Beniers, Kampfer) — 19 min 14 s Hentges (Perbix, Smith) — 28 min 56 s - - | 0-1 1-1 2-1 2-2 2-3 | Slafkovský (Čerešňák, Regenda) — 11 min 45 s - Hrivík (Čajkovský, Hudáček) — 59 min 16 s (JS) Cehlárik — 70 min | Arbitrage : Tobias Bjork Roman Gofman Juges de lignes : Dustin McCrank Nikita Chalaguine |
| Strauss Mann     | Gardiens                                                                               | Patrik Rybár        | | Arbitrage : Tobias Bjork Roman Gofman Juges de lignes : Dustin McCrank Nikita Chalaguine |
| 2 min            | Pénalités                                                                              | 10 min              | | Arbitrage : Tobias Bjork Roman Gofman Juges de lignes : Dustin McCrank Nikita Chalaguine |
| 35               | Tirs                                                                                   | 37                  | | Arbitrage : Tobias Bjork Roman Gofman Juges de lignes : Dustin McCrank Nikita Chalaguine |

| 16 février | ROC | 3-1 (1-1, 1-0, 1-0) | Danemark | Centre sportif de Wukesong 727 spectateurs |

| Feuille de match | Feuille de match | Feuille de match | Feuille de match                                   | Feuille de match                                                                            |
| ---------------- | --- | ---------------- | -------------------------------------------------- | ------------------------------------------------------------------------------------------- |
|                  | Chipatchiov (Goussev, Iakovlev) — 13 min 1 s - Nesterov (Goussev, Gritsiouk) — 34 min 36 s Voïnov (Chipatchiov, Gristiouk) — 55 min 45 s (SN) | 1-0 1-1 2-1 3-1  | - Nielsen (Bau, M. Lauridsen) — 22 min 57 s (SN) - | Arbitrage : Michael Campbell Martin Frano Juges de lignes : Andreas Malmqvist Jiri Ondracek |
| Ivan Fedotov     | Gardiens | Sebastian Dahm   |                                                    | Arbitrage : Michael Campbell Martin Frano Juges de lignes : Andreas Malmqvist Jiri Ondracek |
| 4 min            | Pénalités | 6 min            |                                                    | Arbitrage : Michael Campbell Martin Frano Juges de lignes : Andreas Malmqvist Jiri Ondracek |
| 40               | Tirs | 18               |                                                    | Arbitrage : Michael Campbell Martin Frano Juges de lignes : Andreas Malmqvist Jiri Ondracek |

| 16 février | Finlande | 5-1 (2-0, 1-1, 2-0) | Suisse | Palais national omnisports 948 spectateurs |

| Feuille de match | Feuille de match | Feuille de match           | Feuille de match                            | Feuille de match                                                                    |
| ---------------- | --- | -------------------------- | ------------------------------------------- | ----------------------------------------------------------------------------------- |
|                  | Aaltonen (Friman, Nättinen) — 8 min 37 s Lehtonen (Hietanen, Manninen) — 10 min 45 s Anttila (Björninen) — 23 min 8 s - Pakarinen (Filppula, Pesonen) — 55 min 28 s (CV) Hartikainen — 56 min 47 s (CV) | 1-0 2-0 3-0 3-1 4-1 5-1    | - Ambühl (Corvi, Haas) — 37 min 49 s (SN) - | Arbitrage : Andris Ansons Olivier Gouin Juges de lignes : Daniel Hynek Brian Oliver |
| Harri Säteri     | Gardiens | Reto Berra Leonardo Genoni |                                             | Arbitrage : Andris Ansons Olivier Gouin Juges de lignes : Daniel Hynek Brian Oliver |
| 4 min            | Pénalités | 4 min                      |                                             | Arbitrage : Andris Ansons Olivier Gouin Juges de lignes : Daniel Hynek Brian Oliver |
| 23               | Tirs | 34                         |                                             | Arbitrage : Andris Ansons Olivier Gouin Juges de lignes : Daniel Hynek Brian Oliver |

| 16 février | Suède | 2-0 (0-0, 0-0, 2-0) | Canada | Palais national omnisports 950 spectateurs |

| Feuille de match | Feuille de match                                            | Feuille de match | Feuille de match | Feuille de match                                                                                |
| ---------------- | ----------------------------------------------------------- | ---------------- | ---------------- | ----------------------------------------------------------------------------------------------- |
|                  | Wallmark — 50 min 15 s Lander (Holmberg) — 58 min 10 s (CV) | 1-0 2-0          | - -              | Arbitrage : Andrew Bruggeman Ievgueni Romasko Juges de lignes : William Hancock II Gleb Lazarev |
| Lars Johansson   | Gardiens                                                    | Matt Tomkins     |                  | Arbitrage : Andrew Bruggeman Ievgueni Romasko Juges de lignes : William Hancock II Gleb Lazarev |
| 6 min            | Pénalités                                                   | 6 min            |                  | Arbitrage : Andrew Bruggeman Ievgueni Romasko Juges de lignes : William Hancock II Gleb Lazarev |
| 26               | Tirs                                                        | 22               |                  | Arbitrage : Andrew Bruggeman Ievgueni Romasko Juges de lignes : William Hancock II Gleb Lazarev |

#### Demi-finales
| 18 février | Finlande | 2-0 (1-0, 0-0, 1-0) | Slovaquie | Palais national omnisports 1 071 spectateurs |

| Feuille de match | Feuille de match                                                                           | Feuille de match | Feuille de match | Feuille de match                                                                        |
| ---------------- | ------------------------------------------------------------------------------------------ | ---------------- | ---------------- | --------------------------------------------------------------------------------------- |
|                  | Manninen (Lindbohm, Vatanen) — 15 min 58 s Pesonen (Hartikainen, Pokka) — 59 min 21 s (CV) | 1-0 2-0          | -                | Arbitrage : Tobias Bjork Ievgueni Romasko Juges de lignes : Gleb Lazarev Dustin McCrank |
| Harri Säteri     | Gardiens                                                                                   | Patrik Rybár     |                  | Arbitrage : Tobias Bjork Ievgueni Romasko Juges de lignes : Gleb Lazarev Dustin McCrank |
| 0 min            | Pénalités                                                                                  | 6 min            |                  | Arbitrage : Tobias Bjork Ievgueni Romasko Juges de lignes : Gleb Lazarev Dustin McCrank |
| 27               | Tirs                                                                                       | 28               |                  | Arbitrage : Tobias Bjork Ievgueni Romasko Juges de lignes : Gleb Lazarev Dustin McCrank |

| 18 février | ROC | 2-1 (TB) (0-0, 1-0, 0-1, 0-0, 1-0) | Suède | Palais national omnisports 1 161 spectateurs |

| Feuille de match | Feuille de match                                                     | Feuille de match | Feuille de match                            | Feuille de match                                                                        |
| ---------------- | -------------------------------------------------------------------- | ---------------- | ------------------------------------------- | --------------------------------------------------------------------------------------- |
|                  | Slepychev (Karnaoukhov, Iakovlev) — 20 min 15 s - Gritsiouk — 70 min | 1-0 1-1 2-1      | - Lander (Tömmernes, Pudas) — 46 min 22 s - | Arbitrage : Andrew Bruggeman Olivier Gouin Juges de lignes : Daniel Hynek Jiri Ondracek |
| Ivan Fedotov     | Gardiens                                                             | Lars Johansson   |                                             | Arbitrage : Andrew Bruggeman Olivier Gouin Juges de lignes : Daniel Hynek Jiri Ondracek |
| 4 min            | Pénalités                                                            | 4 min            |                                             | Arbitrage : Andrew Bruggeman Olivier Gouin Juges de lignes : Daniel Hynek Jiri Ondracek |
| 41               | Tirs                                                                 | 35               |                                             | Arbitrage : Andrew Bruggeman Olivier Gouin Juges de lignes : Daniel Hynek Jiri Ondracek |

#### Match pour la troisième place
| 19 février | Suède | 0-4 (0-0, 0-2, 0-2) | Slovaquie | Palais national omnisports 1 229 spectateurs |

| Feuille de match | Feuille de match | Feuille de match | Feuille de match | Feuille de match                                                                            |
| ---------------- | ---------------- | ---------------- | --- | ------------------------------------------------------------------------------------------- |
|                  | -                | 0-1 0-2 0-3 0-4  | Slafkovský (Čerešňák) — 23 min 17 s Takáč (Regenda) — 32 min 47 s (SN) Slafkovský (Cehlárik) — 58 min 26 s (CV) Regenda — 58 min 46 s (CV) | Arbitrage : Olivier Gouin Ievgueni Romasko Juges de lignes : Gleb Lazarev Nikita Chalaguine |
| Lars Johansson   | Gardiens         | Patrik Rybár     | | Arbitrage : Olivier Gouin Ievgueni Romasko Juges de lignes : Gleb Lazarev Nikita Chalaguine |
| 6 min            | Pénalités        | 4 min            | | Arbitrage : Olivier Gouin Ievgueni Romasko Juges de lignes : Gleb Lazarev Nikita Chalaguine |
| 28               | Tirs             | 43               | | Arbitrage : Olivier Gouin Ievgueni Romasko Juges de lignes : Gleb Lazarev Nikita Chalaguine |

#### Finale
| 20 février | Finlande | 2-1 (0-1, 1-0, 1-0) | ROC | Palais national omnisports 1 288 spectateurs |

| Feuille de match | Feuille de match                                                                      | Feuille de match | Feuille de match                                   | Feuille de match                                                                              |
| ---------------- | ------------------------------------------------------------------------------------- | ---------------- | -------------------------------------------------- | --------------------------------------------------------------------------------------------- |
|                  | - Pokka (Björninen, Ohtamaa) — 23 min 28 s Björninen (Anttila, Ohtamaa) — 40 min 31 s | 0-1 1-1 2-1      | Grigorenko (Nesterov, Goussev) — 7 min 17 s (SN) - | Arbitrage : Tobias Bjork Andrew Bruggeman Juges de lignes : William Hancock II Dustin McCrank |
| Harri Säteri     | Gardiens                                                                              | Ivan Fedotov     |                                                    | Arbitrage : Tobias Bjork Andrew Bruggeman Juges de lignes : William Hancock II Dustin McCrank |
| 2 min            | Pénalités                                                                             | 6 min            |                                                    | Arbitrage : Tobias Bjork Andrew Bruggeman Juges de lignes : William Hancock II Dustin McCrank |
| 31               | Tirs                                                                                  | 17               |                                                    | Arbitrage : Tobias Bjork Andrew Bruggeman Juges de lignes : William Hancock II Dustin McCrank |

#### Classement final
| Place                               | Équipe     |
| ----------------------------------- | ---------- |
| Médaille d'or, Jeux olympiques      | Finlande   |
| Médaille d'argent, Jeux olympiques  | ROC        |
| Médaille de bronze, Jeux olympiques | Slovaquie  |
| 4                                   | Suède      |
| 5                                   | États-Unis |
| 6                                   | Canada     |
| 7                                   | Danemark   |
| 8                                   | Suisse     |
| 9                                   | Tchéquie   |
| 10                                  | Allemagne  |
| 11                                  | Lettonie   |
| 12                                  | Chine      |

## Récompenses individuelles
| Manninen Wallmark Slafkovský Iakovlev Lehtonen Rybár |
| Équipe-type des médias                               |
| Manninen Wallmark Slafkovský Iakovlev Lehtonen Rybár |

Meilleur joueur : Juraj Slafkovský (Slovaquie)
Équipe type IIHF :
- Meilleur gardien :
- Meilleur défenseur :
- Meilleur attaquant :

## Effectifs

### Allemagne
| No    | Nom                  | Position       | Club                |
| ----- | -------------------- | -------------- | ------------------- |
| +033, | Danny aus den Birken | Gardien de but | EHC Munich          |
| +090, | Felix Brückmann      | Gardien de but | Adler Mannheim      |
| +035, | Mathias Niederberger | Gardien de but | Eisbären Berlin     |
| +016, | Konrad Abeltshauser  | Défenseur      | EHC Munich          |
| +003, | Dominik Bittner      | Défenseur      | Grizzlys Wolfsbourg |
| +085, | Marcel Brandt        | Défenseur      | Straubing Tigers    |
| +005, | Korbinian Holzer - A | Défenseur      | Adler Mannheim      |
| +041, | Jonas Müller         | Défenseur      | Eisbären Berlin     |
| +091, | Moritz Müller - C    | Défenseur      | Kölner Haie         |
| +011, | Marco Nowak          | Défenseur      | Düsseldorfer EG     |
| +038, | Fabio Wagner         | Défenseur      | ERC Ingolstadt      |
| +054, | Lean Bergmann        | Attaquant      | Adler Mannheim      |
| +042, | Yasin Ehliz          | Attaquant      | EHC Munich          |
| +050, | Patrick Hager - A    | Attaquant      | EHC Munich          |
| +072, | Dominik Kahun        | Attaquant      | CP Berne            |
| +021, | Nicolas Krämmer      | Attaquant      | Adler Mannheim      |
| +034, | Tom Kühnhackl        | Attaquant      | Skellefteå AIK      |
| +015, | Stefan Loibl         | Attaquant      | Skellefteå AIK      |
| +092, | Marcel Noebels       | Attaquant      | Eisbaren Berlin     |
| +086, | Daniel Pietta        | Attaquant      | ERC Ingolstadt      |
| +022, | Matthias Plachta     | Attaquant      | Adler Mannheim      |
| +083, | Leonhard Pföderl     | Attaquant      | Eisbären Berlin     |
| +008, | Tobias Rieder        | Attaquant      | Växjö Lakers        |
| +095, | Frederik Tiffels     | Attaquant      | EHC Munich          |
| +089, | David Wolf           | Attaquant      | Adler Mannheim      |

Entraîneur :  Toni Söderholm.

### Canada
| No    | Nom                  | Position       | Club                     |
| ----- | -------------------- | -------------- | ------------------------ |
| +001, | Devon Levi           | Gardien de but | Huskies de Northeastern  |
| +080, | Edward Pasquale      | Gardien de but | Lokomotiv Iaroslavl      |
| +090, | Matt Tomkins         | Gardien de but | Frölunda HC              |
| +044, | Mark Barberio        | Défenseur      | Ak Bars Kazan            |
| +060, | Jason Demers         | Défenseur      | Ak Bars Kazan            |
| +003, | Brandon Gormley      | Défenseur      | Lokomotiv Iaroslavl      |
| +020, | Alex Grant           | Défenseur      | Jokerit Helsinki         |
| +056, | Maxim Noreau - A     | Défenseur      | ZSC Lions                |
| +022, | Owen Power           | Défenseur      | Wolverines du Michigan   |
| +037, | Mat Robinson         | Défenseur      | SKA Saint-Pétersbourg    |
| +023, | Tyler Wotherspoon    | Défenseur      | Comets d'Utica           |
| +007, | Daniel Carr          | Attaquant      | HC Lugano                |
| +027, | Adam Cracknell       | Attaquant      | Condors de Bakersfield   |
| +051, | David Desharnais - A | Attaquant      | HC Fribourg-Gottéron     |
| +039, | Landon Ferraro       | Attaquant      | Kölner Haie              |
| +096, | Joshua Ho-Sang       | Attaquant      | Marlies de Toronto       |
| +009, | Corban Knight        | Attaquant      | Avangard Omsk            |
| +011, | Jack McBain          | Attaquant      | Eagles de Boston College |
| +032, | Mason McTavish       | Attaquant      | Bulldogs de Hamilton     |
| +019, | Eric O'Dell          | Attaquant      | HK Dinamo Moscou         |
| +012, | Eric Staal - C       | Attaquant      | Wild de l'Iowa           |
| +010, | Ben Street           | Attaquant      | EHC Munich               |
| +015, | Adam Tambellini      | Attaquant      | Rögle BK                 |
| +091, | Jordan Weal          | Attaquant      | Ak Bars Kazan            |
| +026, | Daniel Winnik        | Attaquant      | Genève-Servette HC       |

Entraîneur :  Jeremy Colliton
 Forfait : l'entraîneur Claude Julien est remplacé par Colliton pour cause de blessure.

### Chine
| No    | Nom            | Position       | Club               |
| ----- | -------------- | -------------- | ------------------ |
| +033, | Pengfei Han    | Gardien de but | HC Red Star Kunlun |
| +001, | Paris O’Brien  | Gardien de but | HC Red Star Kunlun |
| +045, | Jeremy Smith   | Gardien de but | HC Red Star Kunlun |
| +007, | Jake Chelios   | Défenseur      | HC Red Star Kunlun |
| +006, | Zimeng Chen    | Défenseur      | HC Red Star Kunlun |
| +002, | Jason Fram     | Défenseur      | HC Red Star Kunlun |
| +060, | Denis Osipov   | Défenseur      | HC Red Star Kunlun |
| +005, | Ryan Sproul    | Défenseur      | HC Red Star Kunlun |
| +081, | Ruinan Yan     | Défenseur      | HC Red Star Kunlun |
| +093, | Zach Yue       | Défenseur      | HC Red Star Kunlun |
| +011, | Pengfei Zhang  | Défenseur      | HC Red Star Kunlun |
| +077, | Enlai Zheng    | Défenseur      | HC Red Star Kunlun |
| +022, | Parker Foo     | Attaquant      | HC Red Star Kunlun |
| +015, | Spencer Foo    | Attaquant      | HC Red Star Kunlun |
| +017, | Jianing Guo    | Attaquant      | HC Red Star Kunlun |
| +047, | Cory Kane      | Attaquant      | HC Red Star Kunlun |
| +061, | Ethan Werek    | Attaquant      | HC Red Star Kunlun |
| +020, | Lukas Lockhart | Attaquant      | HC Red Star Kunlun |
| +091, | Tyler Wong     | Attaquant      | HC Red Star Kunlun |
| +010, | Xudong Xiang   | Attaquant      | HC Red Star Kunlun |
| +088, | Juncheng Yan   | Attaquant      | HC Red Star Kunlun |
| +018, | Brandon Yip    | Attaquant      | HC Red Star Kunlun |
| +098, | Rudi Ying      | Attaquant      | HC Red Star Kunlun |
| +019, | Wei Zhong      | Défenseur      | HC Red Star Kunlun |
| +056, | Zesen Zhang    | Défenseur      | HC Red Star Kunlun |

Entraîneur :  Ivano Zanatta.

### Danemark
| No    | Nom                | Position       | Club                           |
| ----- | ------------------ | -------------- | ------------------------------ |
| +032, | Sebastian Dahm     | Gardien de but | EC Klagenfurt AC               |
| +001, | Frederik Dichow    | Gardien de but | Kristianstads IK               |
| +031, | Patrick Galbraith  | Gardien de but | SønderjyskE Ishockey           |
| +002, | Phillip Bruggisser | Défenseur      | Fischtown Pinguins Bremerhaven |
| +041, | Jesper Jensen Aabo | Défenseur      | Krefeld Pinguine               |
| +048, | Nicholas Jensen    | Défenseur      | Eisbären Berlin                |
| +028, | Emil Kristensen    | Défenseur      | HC Pustertal-Val Pusteria      |
| +047, | Oliver Larsen      | Défenseur      | Jukurit Mikkeli                |
| +015, | Matias Lassen      | Défenseur      | Malmö Redhawks                 |
| +022, | Markus Lauridsen   | Défenseur      | Malmö Redhawks                 |
| +025, | Oliver Lauridsen   | Défenseur      | Malmö Redhawks                 |
| +016, | Matthias Asperup   | Attaquant      | Herlev Eagles                  |
| +050, | Mathias Bau Hansen | Attaquant      | Herning Blue Fox               |
| +089, | Mikkel Bødker      | Attaquant      | HC Lugano                      |
| +033, | Julian Jakobsen    | Attaquant      | AaB Ishockey                   |
| +040, | Jesper Jensen - A  | Attaquant      | Frederikshavn White Hawks      |
| +042, | Mikkel Aagaard     | Attaquant      | MODO hockey                    |
| +017, | Nicklas Jensen     | Attaquant      | Jokerit                        |
| +029, | Morten Madsen      | Attaquant      | Timrå IK                       |
| +072, | Nicolai Meyer      | Attaquant      | Vienna Capitals                |
| +051, | Frans Nielsen - A  | Attaquant      | Eisbären Berlin                |
| +095, | Nick Olesen        | Attaquant      | Brynäs IF                      |
| +038, | Morten Poulsen     | Attaquant      | Herning Blue Fox               |
| +093, | Peter Regin - C    | Attaquant      | HC Ambrì-Piotta                |
| +063, | Patrick Russell    | Attaquant      | Linköping HC                   |
| +009, | Frederik Storm     | Attaquant      | ERC Ingolstadt                 |

Entraîneur :  Heinz Ehlers.

### États-Unis
| No    | Nom                | Position       | Club                             |
| ----- | ------------------ | -------------- | -------------------------------- |
| +004, | Drew Helleson      | Défenseur      | Eagles de Boston College         |
| +005, | David Warsofsky    | Défenseur      | Terriers de Boston               |
| +006, | Nick Perbix        | Défenseur      | Huskies de Saint Cloud State     |
| +010, | Matthew Beniers    | Attaquant      | Wolverines du Michigan           |
| +019, | Brendan Brisson    | Attaquant      | Wolverines du Michigan           |
| +011, | Kenny Agostino     | Attaquant      | Torpedo Nijni Novgorod           |
| +020, | Steven Kampfer - A | Défenseur      | Ak Bars Kazan                    |
| +012, | Sam Hentges        | Attaquant      | Huskies de Saint Cloud State     |
| +013, | Nathan Smith       | Attaquant      | Mavericks de Minnesota State     |
| +016, | Nick Abruzzese     | Attaquant      | Crimson d'Harvard                |
| +029, | Drew Commesso      | Gardien de but | Terriers de Boston               |
| +008, | Jake Sanderson     | Défenseur      | Fighting Hawks du Dakota du Nord |
| +031, | Strauss Mann       | Gardien de but | Skellefteå AIK                   |
| +021, | Brian O'Neill      | Attaquant      | Jokerit                          |
| +023, | Brian Cooper       | Défenseur      | IK Oskarshamn                    |
| +025, | Marc McLaughlin    | Attaquant      | Eagles de Boston College         |
| +026, | Sean Farrell       | Attaquant      | Crimson d'Harvard                |
| +035, | Patrick Nagle      | Gardien de but | Phantoms de Lehigh Valley        |
| +027, | Noah Cates - A     | Attaquant      | Bulldogs de Minnesota-Duluth     |
| +037, | Nick Shore         | Attaquant      | Sibir Novossibirsk               |
| +039, | Ben Meyers         | Attaquant      | Golden Gophers du Minnesota      |
| +051, | Andy Miele - C     | Attaquant      | Torpedo Nijni Novgorod           |
| +014, | Brock Faber        | Défenseur      | Golden Gophers du Minnesota      |
| +042, | Aaron Ness         | Défenseur      | Bruins de Providence             |
| +067, | Matthew Knies      | Attaquant      | Golden Gophers du Minnesota      |
| +089, | Justin Abdelkader  | Attaquant      | Griffins de Grand Rapids         |

Entraîneur :  David Quinn.

### Finlande
| No    | Nom                   | Position       | Club                   |
| ----- | --------------------- | -------------- | ---------------------- |
| +045, | Jussi Olkinuora       | Gardien de but | Salavat Ioulaïev Oufa  |
| +029, | Harri Säteri          | Gardien de but | Sibir Novossibirsk     |
| +035, | Frans Tuohimaa        | Gardien de but | Neftekhimik Nijnekamsk |
| +003, | Niklas Friman         | Défenseur      | Jokerit                |
| +013, | Valtteri Kemiläinen   | Défenseur      | HK Vitiaz              |
| +038, | Juuso Hietanen        | Défenseur      | HC Ambri-Piotta        |
| +040, | Petteri Lindbohm      | Défenseur      | Jokerit                |
| +004, | Mikko Lehtonen        | Défenseur      | SKA Saint-Pétersbourg  |
| +055, | Atte Ohtamaa - A      | Défenseur      | Kärpät Oulu            |
| +002, | Ville Pokka           | Défenseur      | Avangard Omsk          |
| +042, | Sami Vatanen          | Défenseur      | Genève-Servette HC     |
| +015, | Miro Aaltonen         | Attaquant      | HK Vitiaz              |
| +012, | Marko Anttila - A     | Attaquant      | Jokerit                |
| +024, | Hannes Björninen      | Attaquant      | Jokerit                |
| +051, | Valtteri Filppula - C | Attaquant      | Genève-Servette HC     |
| +060, | Markus Granlund       | Attaquant      | Salavat Ioulaïev Oufa  |
| +070, | Teemu Hartikainen     | Attaquant      | Salavat Ioulaïev Oufa  |
| +028, | Joonas Nättinen       | Attaquant      | Severstal Tcherepovets |
| +071, | Leo Komarov - A       | Attaquant      | SKA Saint-Pétersbourg  |
| +080, | Saku Mäenalanen       | Attaquant      | Kärpät Oulu            |
| +065, | Sakari Manninen       | Attaquant      | Salavat Ioulaïev Oufa  |
| +020, | Niko Ojamäki          | Attaquant      | HK Vitiaz              |
| +081, | Iiro Pakarinen        | Attaquant      | Jokerit                |
| +082, | Harri Pesonen         | Attaquant      | SC Langnau Tigers      |
| +025, | Toni Rajala           | Attaquant      | HC Bienne              |

Entraîneur :  Jukka Jalonen.
 Forfait : Joonas Kemppainen (SKA Saint-Pétersbourg) positif au Covid-19 est remplacé par Joonas Nättinen.

### Lettonie
| No    | Nom                  | Position       | Club                 |
| ----- | -------------------- | -------------- | -------------------- |
| +050, | Kristers Gudļevskis  | Gardien de but | Brynäs IF            |
| +098, | Jānis Kalniņš        | Gardien de but | Växjö Lakers         |
| +074, | Ivars Punnenovs      | Gardien de but | SC Langnau Tigers    |
| +026, | Uvis Jānis Balinskis | Défenseur      | HC Litvinov          |
| +027, | Oskars Cibulskis - A | Défenseur      | Dinamo Riga          |
| +048, | Nauris Sejejs        | Défenseur      | HC La Chaux-de-Fonds |
| +029, | Ralfs Freibergs      | Défenseur      | Dinamo Riga          |
| +072, | Janis Jaks           | Défenseur      | HK Sotchi            |
| +055, | Roberts Mamcics      | Défenseur      | HC Zlín              |
| +032, | Artūrs Kulda         | Défenseur      | Krefeld Pinguine     |
| +024, | Patriks Ozols        | Défenseur      | Dinamo Riga          |
| +077, | Kristaps Zile        | Défenseur      | Dinamo Riga          |
| +018, | Rodrigo Abols - A    | Attaquant      | Örebro HK            |
| +095, | Oskars Batna         | Attaquant      | Jukurit Mikkeli      |
| +014, | Rihards Bukarts      | Attaquant      | Admiral Vladivostok  |
| +087, | Gints Meija          | Attaquant      | Dinamo Riga          |
| +010, | Lauris Dārziņš - C   | Attaquant      | Dinamo Riga          |
| +016, | Kaspars Daugaviņš    | Attaquant      | CP Berne             |
| +025, | Andris Džeriņš       | Attaquant      | EHC Linz             |
| +017, | Mārtiņš Dzierkals    | Attaquant      | HC Plzeň             |
| +070, | Miks Indrašis        | Attaquant      | Admiral Vladivostok  |
| +069, | Nikolajs Jeļisejevs  | Attaquant      | Dinamo Riga          |
| +015, | Mārtiņš Karsums      | Attaquant      | Dinamo Riga          |
| +091, | Ronalds Ķēniņš       | Attaquant      | Lausanne HC          |
| +009, | Renārs Krastenbergs  | Attaquant      | EC VSV               |
| +073, | Deniss Smirnovs      | Attaquant      | Genève-Servette HC   |
| +022, | Toms Andersons       | Attaquant      | HC La Chaux-de-Fonds |

Entraîneur :  Harijs Vītoliņš.
 Forfaits : le défenseur Kārlis Čukste (Dinamo Riga) positif au Covid-19 est remplacé par Nauris Sejejs. En attaque, Roberts Bukarts (HC Vitkovice) est remplacé Gints Meija.

### Russian Olympic Committee(ROC)
| No    | Nom                   | Position       | Club                    |
| ----- | --------------------- | -------------- | ----------------------- |
| +031, | Aleksandr Samonov     | Gardien de but | SKA Saint-Pétersbourg   |
| +082, | Timour Bilialov       | Gardien de but | Ak Bars Kazan           |
| +028, | Ivan Fedotov          | Gardien de but | HK CSKA Moscou          |
| +072, | Artiom Minouline      | Défenseur      | Metallourg Magnitogorsk |
| +044, | Iegor Iakovlev - A    | Défenseur      | Metallourg Magnitogorsk |
| +004, | Aleksandr Ielessine   | Défenseur      | Lokomotiv Iaroslavl     |
| +027, | Viatcheslav Voïnov    | Défenseur      | HK Dinamo Moscou        |
| +057, | Aleksandr Nikichine   | Défenseur      | HK Spartak Moscou       |
| +043, | Damir Charipzianov    | Défenseur      | Avangard Omsk           |
| +089, | Nikita Nesterov - A   | Défenseur      | HK CSKA Moscou          |
| +007, | Sergueï Teleguine     | Défenseur      | Traktor Tcheliabinsk    |
| +010, | Dmitri Voronkov       | Attaquant      | Ak Bars Kazan           |
| +097, | Nikita Goussev        | Attaquant      | HK CSKA Moscou          |
| +015, | Pavel Karnaoukhov     | Attaquant      | HK CSKA Moscou          |
| +016, | Sergueï Plotnikov     | Attaquant      | HK CSKA Moscou          |
| +025, | Mikhaïl Grigorenko    | Attaquant      | HK CSKA Moscou          |
| +055, | Vladimir Tkatchiov    | Attaquant      | Traktor Tcheliabinsk    |
| +058, | Anton Slepychev - A   | Attaquant      | HK CSKA Moscou          |
| +098, | Stanislav Galiev      | Attaquant      | HK Dinamo Moscou        |
| +011, | Sergueï Andronov - A  | Attaquant      | HK CSKA Moscou          |
| +087, | Vadim Chipatchiov - C | Attaquant      | HK Dinamo Moscou        |
| +094, | Kirill Semionov       | Attaquant      | Avangard Omsk           |
| +081, | Arseni Gritsiouk      | Attaquant      | Avangard Omsk           |
| +076, | Andreï Tchibissov     | Attaquant      | Metallourg Magnitogorsk |
| +024, | Artour Kaïoumov       | Attaquant      | Lokomotiv Iaroslavl     |

Entraîneur :  Alekseï Jamnov.
 Forfaits : Kirill Martchenko (SKA Saint-Pétersbourg) et Artiom Anissimov (Lokomotiv Iaroslavl) positifs au Covid-19 sont remplacés par Stanislav Galiev et Vladimir Tkatchiov.

### Slovaquie
| No    | Nom                | Position       | Club                    |
| ----- | ------------------ | -------------- | ----------------------- |
| +042, | Branislav Konrád   | Gardien de but | HC Olomouc              |
| +024, | Patrik Rybár       | Gardien de but | HC Dinamo Minsk         |
| +030, | Matej Tomek        | Gardien de but | HC Kometa Brno          |
| +022, | Samuel Kňažko      | Défenseur      | Thunderbirds de Seattle |
| +065, | Michal Čajkovský   | Défenseur      | Sibir Novossibirsk      |
| +014, | Peter Čerešňák - A | Défenseur      | HC Plzeň                |
| +028, | Martin Gernát      | Défenseur      | Lausanne                |
| +044, | Mislav Rosandić    | Défenseur      | HC Bílí Tygři Liberec   |
| +005, | Šimon Nemec        | Défenseur      | HK Nitra                |
| +052, | Martin Marinčin    | Défenseur      | HC Oceláři Třinec       |
| +071, | Marek Ďaloga       | Défenseur      | HC Kometa Brno          |
| +049, | Samuel Takáč       | Attaquant      | HC Slovan Bratislava    |
| +034, | Peter Cehlárik - A | Attaquant      | Avangard Omsk           |
| +056, | Marko Daňo         | Attaquant      | HC Oceláři Třinec       |
| +089, | Adrián Holešinský  | Attaquant      | HK Nitra                |
| +027, | Marek Hrivík - C   | Attaquant      | Torpedo Nijni Novgorod  |
| +079, | Libor Hudáček      | Attaquant      | HK Dinamo Minsk         |
| +019, | Michal Krištof     | Attaquant      | HC Kometa Brno          |
| +040, | Miloš Roman        | Attaquant      | HC Oceláři Třinec       |
| +012, | Miloš Kelemen      | Attaquant      | BK Mladá Boleslav       |
| +020, | Juraj Slafkovský   | Attaquant      | TPS Turku               |
| +088, | Kristián Pospíšil  | Attaquant      | HC Davos                |
| +087, | Pavol Regenda      | Attaquant      | HK Michalovce           |
| +013, | Tomáš Jurčo        | Attaquant      | HK Barys                |
| +025, | Peter Zuzin        | Attaquant      | HKm Zvolen              |

Entraîneur :  Craig Ramsay.
 Forfait : Mário Grman (HPK Hameenlinna) positif au Covid-19 est remplacé par Mislav Rosandić.

### Suède
| No    | Nom               | Position       | Club                    |
| ----- | ----------------- | -------------- | ----------------------- |
| +035, | Magnus Hellberg   | Gardien de but | HK Sotchi               |
| +031, | Lars Johansson    | Gardien de but | SKA Saint-Pétersbourg   |
| +039, | Adam Reideborn    | Gardien de but | HK CSKA Moscou          |
| +032, | Lukas Bengtsson   | Défenseur      | HK Dinamo Minsk         |
| +098, | Philip Holm       | Défenseur      | Jokerit Helsinki        |
| +005, | Oscar Fantenberg  | Défenseur      | SKA Saint-Pétersbourg   |
| +081, | Theodor Lennström | Défenseur      | Torpedo Nijni Novgorod  |
| +002, | Christian Folin   | Défenseur      | Frölunda HC             |
| +033, | Linus Hultström   | Défenseur      | Metallourg Magnitogorsk |
| +064, | Jonathan Pudas    | Défenseur      | Skellefteå AIK          |
| +007, | Henrik Tömmernes  | Défenseur      | Genève-Servette HC      |
| +034, | Daniel Brodin     | Attaquant      | HC Fribourg-Gottéron    |
| +089, | Mathias Bromé     | Attaquant      | HC Davos                |
| +095, | Jacob de la Rose  | Attaquant      | Färjestad BK            |
| +018, | Dennis Everberg   | Attaquant      | Rögle BK                |
| +012, | Max Friberg       | Attaquant      | Frölunda HC             |
| +099, | Pontus Holmberg   | Attaquant      | Växjö Lakers HC         |
| +059, | Linus Johansson   | Attaquant      | Färjestad BK            |
| +048, | Carl Klingberg    | Attaquant      | EV Zoug                 |
| +016, | Marcus Krüger     | Attaquant      | ZSC Lions               |
| +027, | Joakim Nordström  | Attaquant      | HK CSKA Moscou          |
| +008, | Fredrik Olofsson  | Attaquant      | IK Oskarshamn           |
| +058, | Anton Lander      | Attaquant      | EV Zoug                 |
| +015, | Gustav Rydahl     | Attaquant      | Färjestad BK            |
| +023, | Lucas Wallmark    | Attaquant      | HK CSKA Moscou          |

Entraîneur :  Johan Garpenlöv.
 Forfait : Emil Djuse (SC Rapperswil-Jona) et Erik Gustafsson (Luleå HF) positifs au Covid-19 sont remplacés par Philip Holm et Theodor Lennström.

### Suisse
| No    | Nom                   | Position       | Club                 |
| ----- | --------------------- | -------------- | -------------------- |
| +020, | Reto Berra            | Gardien de but | HC Fribourg-Gottéron |
| +063, | Leonardo Genoni       | Gardien de but | EV Zoug              |
| +026, | Sandro Aeschlimann    | Gardien de but | HC Davos             |
| +002, | Santeri Alatalo       | Défenseur      | HC Lugano            |
| +016, | Raphael Diaz - C      | Défenseur      | HC Fribourg-Gottéron |
| +045, | Michael Fora          | Défenseur      | HC Ambri-Piotta      |
| +055, | Romain Loeffel        | Défenseur      | HC Lugano            |
| +038, | Lukas Frick           | Défenseur      | Lausanne             |
| +025, | Mirco Müller          | Défenseur      | HC Lugano            |
| +065, | Ramon Untersander - A | Défenseur      | CP Berne             |
| +006, | Yannick Weber         | Défenseur      | ZSC Lions            |
| +010, | Andres Ambühl         | Attaquant      | HC Davos             |
| +085, | Sven Andrighetto      | Attaquant      | ZSC Lions            |
| +088, | Christoph Bertschy    | Attaquant      | Lausanne             |
| +071, | Enzo Corvi            | Attaquant      | HC Davos             |
| +092, | Gaëtan Haas           | Attaquant      | HC Bienne            |
| +061, | Fabrice Herzog        | Attaquant      | EV Zoug              |
| +015, | Grégory Hofmann       | Attaquant      | EV Zoug              |
| +070, | Denis Hollenstein     | Attaquant      | ZSC Lions            |
| +062, | Denis Malgin          | Attaquant      | ZSC Lions            |
| +082, | Simon Moser - A       | Attaquant      | CP Berne             |
| +087, | Killian Mottet        | Attaquant      | HC Fribourg-Gottéron |
| +079, | Calvin Thürkauf       | Attaquant      | HC Lugano            |
| +059, | Dario Simion          | Attaquant      | EV Zoug              |
| +083, | Joël Vermin           | Attaquant      | Genève-Servette      |

Entraîneur :  Patrick Fischer.
 Forfaits : Sven Senteler (EV Zoug), Christian Marti (ZSC Lions) et Joren van Pottelberghe (HC Bienne) positifs au Covid-19 sont respectivement remplacés par Calvin Thürkauf, Lukas Frick et Sandro Aeschlimann.

### Tchéquie
| No    | Nom                | Position       | Club                   |
| ----- | ------------------ | -------------- | ---------------------- |
| +003, | Ronald Knot        | Défenseur      | Neftekhimik Nijnekamsk |
| +005, | Jakub Jeřábek - A  | Défenseur      | HK Spartak Moscou      |
| +009, | David Sklenička    | Défenseur      | Jokerit                |
| +010, | Roman Červenka - C | Attaquant      | Rapperswil-Jona Lakers |
| +011, | Šimon Hrubec       | Gardien de but | Avangard Omsk          |
| +013, | Jiří Smejkal       | Attaquant      | Pelicans Lahti         |
| +017, | Vladimír Sobotka   | Attaquant      | HC Sparta Prague       |
| +020, | Hynek Zohorna      | Attaquant      | IK Oskarshamn          |
| +025, | Radan Lenc         | Attaquant      | Amour Khabarovsk       |
| +026, | Michal Řepík       | Attaquant      | HC Sparta Prague       |
| +031, | Lukáš Klok         | Défenseur      | Neftekhimik Nijnekamsk |
| +035, | Roman Will         | Gardien de but | Traktor Tcheliabinsk   |
| +037, | Patrik Bartošák    | Gardien de but | Amour Khabarovsk       |
| +038, | Tomáš Hyka         | Attaquant      | HC Bílí Tygři Liberec  |
| +043, | Jan Kovář          | Attaquant      | Eissportverein Zoug    |
| +044, | Matěj Stránský     | Attaquant      | HC Davos               |
| +045, | Lukáš Sedlák       | Attaquant      | Traktor Tcheliabinsk   |
| +046, | David Krejčí - A   | Attaquant      | HC Olomouc             |
| +052, | Michael Špaček     | Attaquant      | Frölunda HC            |
| +065, | Vojtěch Mozík      | Défenseur      | Admiral Vladivostok    |
| +067, | Michael Frolík     | Attaquant      | Lausanne HC            |
| +079, | Tomáš Zohorna      | Attaquant      | IK Oskarshamn          |
| +084, | Tomáš Kundrátek    | Défenseur      | HC Oceláři Třinec      |
| +088, | Libor Šulák        | Défenseur      | Kärpät Oulu            |

Entraîneur :  Filip Pešán.